# Emmanuele Vitale
Emmanuele Vitale (30 d'abril de 1758 - 8 d'octubre de 1802) va ser un notari, comandant i estadista maltès. Durant el setge de Malta, va comandar 10.000 soldats maltesos irregulars.

## Biografia

### Primers anys de vida
Emmanuel Vitale va néixer a Rabat el 30 d'abril de 1758. Era fill del notari Saverio Vitale i de Rosa Caruana. Influenciat pel seu pare, va estudiar a Malta i esdevenir notari. També entre 1785 i 1795, va succeir al seu pare i va ocupar el càrrec de canceller de la Universitat de Mdina, de la qual va ser un gran benefactor.

### Ocupació francesa de Malta
Els francesos es van obtenir el control de Malta dels cavallers de Sant Joan el 1798. Les tropes franceses abandonades a Malta, sota el comandament del general Claude-Henri Belgrand de Vaubois, van esdevenir immediatament impopulars. Sovint saquejaven les esglésies de Malta, fet que va fer que Vitale amagués a casa seva els tresors de l'Església de Sant Josep (Rabat). Quan els francesos van intentar saquejar el domàs i la plata d'un convent de Mdina, gràcies als esforços de Vitale, una turba furiosa es va reunir per evitar que els francesos ho fessin. Les protestes aviat es van convertir en una insurrecció contra els francesos, i Vitale va ser nomenat comandant en cap de les forces irregulars malteses (a excepció de les forces de Zebbug i Siggiewi que van reconèixer el canonge Francesco Saverio Caruana com el seu general). Sota el seu comandament, van empènyer els francesos fora de Mdina, utilitzant un passadís darrere de la catedral de Sant Pau, Mdina i l'endemà els maltesos van recuperar Mdina per ells mateixos, massacrant la guarnició francesa allí. Sorpresos, els francesos es van retirar a La Valletta, on van resistir durant la resta del setge.
Mentrestant, Vitale i els altres dirigents van constituir un govern provisional, l'Assemblea Nacional, a la Banca Giuratale de Mdina el 3 de setembre. L'Assemblea va demanar ajuda estrangera i va enviar un representant per demanar ajuda a Nàpols. Vitale, el comte Salvadore Manduca, el marquès Vincenzo de Piro i el comte Ferdinand Thurna Castelliti van enviar una carta a l'almirall britànic Horatio Nelson per demanar ajuda. Ell i, poc després, el capità Alexander Ball van arribar per proporcionar reforços i més tard el marquès portuguès de Nisa (conegut pels maltesos com Nizza) va proporcionar tropes, mosquets i pólvora. Per desavinences sobre qui havia de dirigir, entre Vitale i Caruana, Ball esdevingué el president de l'Assemblea. Després es va constituir un Congrés Nacional, format pels caps del poble i un parell de sacerdots. Vitale era vist com un representant de Mdina, no com un general al Congrés. Al principi, Ball va ser molt crític amb Vitale, descrivint-lo com un ambiciós i un mal administrador. Això va canviar, però, en veure les seves habilitats de lideratge al llarg del setge. El 31 de març de 1800, ell, juntament amb una vintena de representants més, va signar una carta en què afirmava que els maltesos volien convertir-se en súbdits de la Gran Bretanya. Els francesos capitularen el 5 de setembre de 1800

### Darrers anys
Després que els francesos abandonessin Malta, Gran Bretanya va establir un protectorat sobre Malta, amb Ball convertint-se en comissari civil. Va nomenar Vitale per convertir-se en localtenente (líder del poble) de Senglea. El 21 d'agost de 1801, sota el comandament civil Charles Cameron, se li va donar l'honor de ser governador, superintendent i director sanitari de Gozo . Va morir el 8 d'octubre de 1802 a l'edat de 44 anys.

## Llegat
Vitale és recordat a Malta per ser un dels líders maltesos de la insurrecció. Va ser representat en un segell de correus l'any 2002, encara que no se sap amb certesa si el segell mostra a Vitale o un membre del Reggimento dell'Artiglieria e Bombardieri de l'Orde de Sant Joan.